# Karol Ostrowski
Karol Ostrowski (2 de septiembre de 1999) es un deportista polaco que compite en natación. Ganó una medalla de plata en el Campeonato Europeo de Natación en Piscina Corta de 2019, en la prueba de 4 × 50 m libre.

## Palmarés internacional
| Campeonato Europeo en Piscina Corta | Campeonato Europeo en Piscina Corta | Campeonato Europeo en Piscina Corta | Campeonato Europeo en Piscina Corta |
| Año                                 | Lugar                               | Medalla                             | Prueba                              |
| ----------------------------------- | ----------------------------------- | ----------------------------------- | ----------------------------------- |
| 2019                                | Glasgow (Reino Unido)               | Medalla de plata                    | 4 × 50 m libre                      |